# Paysage agricole du sud d'Öland
Le Paysage agricole du sud d'Öland (Södra Ölands odlingslandskap en suédois) est un site suédois inscrit au patrimoine culturel de L'UNESCO depuis 2000. Il couvre l'alvar de Stora Alvaret situé sur l'île d'Öland. Le site est classé du fait de son occupation continue depuis l'âge de la pierre et les adaptations des populations aux contraintes du paysage. En outre, l'alvar, une formation calcaire qui s'étale sur 260 km2, présente un grand intérêt biologique en raison de la présence de nombreuses orchidées, de la potentille ligneuse, et de l'hélianthème d'Öland.

## Géographie

### Situation
Le site « paysage agricole du sud d'Öland » couvre le tiers sud de l'île d'Öland, deuxième plus grande île de Suède après Gotland et quatrième plus grande île de la mer Baltique. Le bien a une superficie de 56 323 ha avec une zone tampon dans la mer Baltique de 6 069 ha et est entièrement dans les limites de la commune de Mörbylånga du comté de Kalmar.
L'île d'Öland est toute en longueur, mesurant environ 135 km de long pour 6 à 15 km de large. La zone Sud-Ouest de l'île est une plaine côtière de 3 km de large appelée « vallée de Mörbylånga » (Mörbylångadalen), qui constitue la zone la plus fertile de l'île. Cette plaine est délimitée à l'est par Västra Landborgen, une falaise qui parcourt l'île du Nord au Sud et atteint jusqu'à 20 à 40 m de haut. C'est aussi au niveau de cette falaise que se situe le plus haut point du site et de l'île : Galgbacken, culminant à 57 m. Västra Landborgen marque le début du vaste plateau calcaire appelé Stora Alvaret (le grand (alvar) qui recouvre toute la partie centrale du sud de l'île. L'altitude de cet alvar décroît progressivement vers l'Est pour rejoindre la côte, seulement interrompu par Östra Landborgen, un ensemble d'anciennes plages surélevées formant une sorte de digue naturelle tout en longueur.

### Géologie

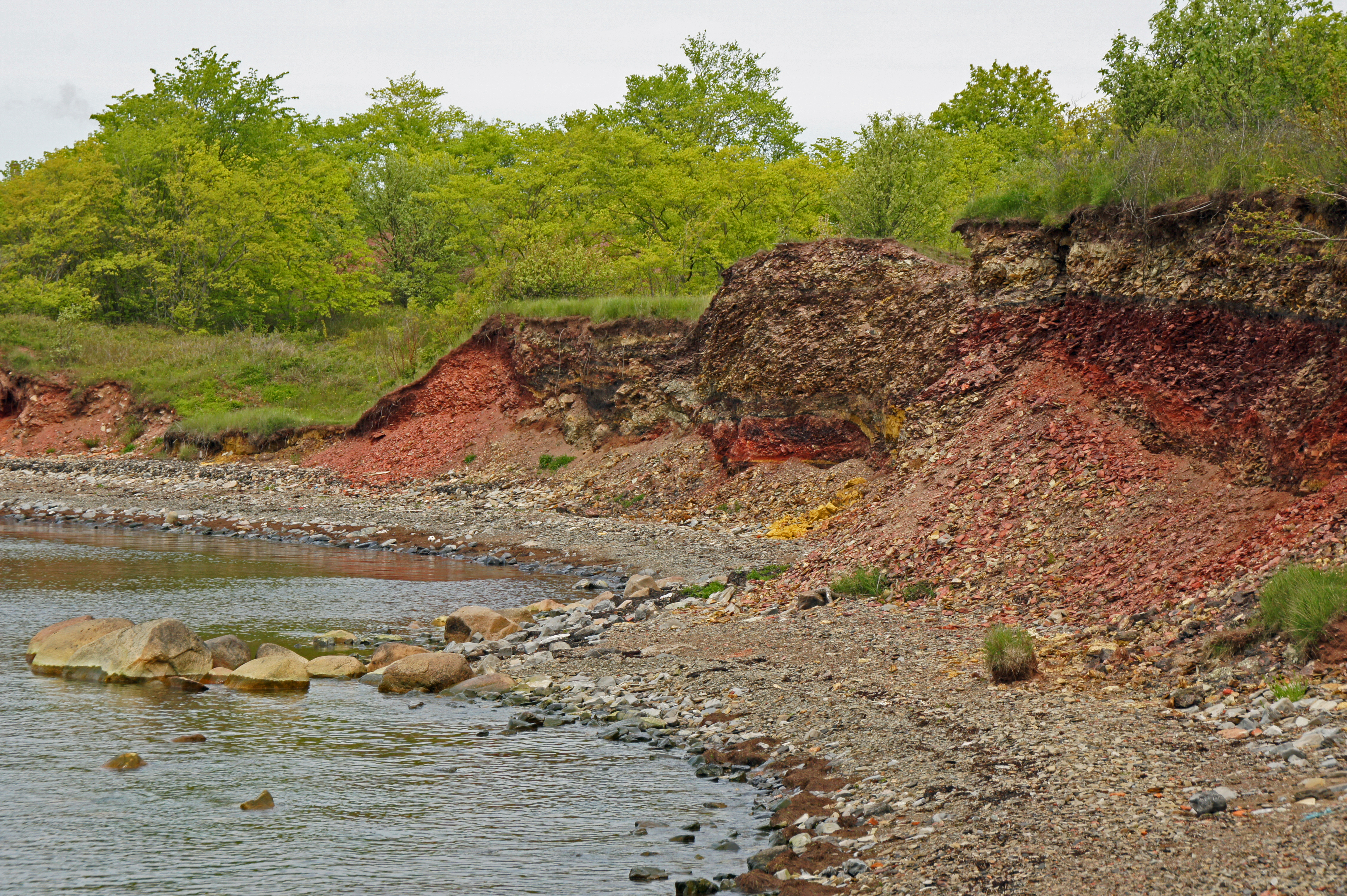
Affleurement des shales à Södra bruket près de Degerhamn.

L'ensemble de l'île est constitué de sédiments datant du Cambrien à l'Ordovicien (entre 570 et 440 Ma) qui sont légèrement inclinés vers l'est. Ces sédiments recouvraient autrefois, entre autres, une grande partie du Sud suédois, mais ont été érodés et ne subsistent plus que dans les îles d'Öland et Gotland ainsi que quelques zones circonscrites dans le  reste du pays,. Les plus anciens sédiments, reposant directement sur le socle cristallin sont des grès du début du Cambrien, mais ceux-ci n'affleurent pas sur l'île. Au-dessus, on trouve plusieurs niveaux de shales, riches en fossiles, en particulier des trilobites, avec un niveau supérieur constitué de schistes d’alun. Ce sont ces shales qui constituent les plaines occidentales fertiles. Enfin, dominant largement l'île, la couche supérieure est une couche de calcaire de couleur gris à rouge, et datant de l'Ordovicien.
Lors des glaciations du Quaternaire, la Scandinavie, y compris Öland, était recouverte d'un vaste inlandsis. Les glaciers se retirèrent il y a environ 14 000 ans et laissèrent de nombreuses moraines sur Öland, relativement riches en argile dans la partie sud. Cependant, à cette époque, l'actuelle île est entièrement sous les eaux du lac proglaciaire Baltique, le premier stade d'évolution de l'actuelle mer Baltique. À la faveur du rebond post-glaciaire, l'île émergea lentement, les plus hauts sommets sortant des eaux il y a un peu plus de 12 000 ans. Les falaises et plages surélevées que l'on trouve de part et d'autre de Stora Alvaret ont ainsi été formées lorsque le niveau des eaux était supérieur au niveau actuel.
Du fait de la prédominance des terrains calcaires, la région a un modelé karstique prononcé. Ainsi, l'alvar comporte de nombreuses fractures formant un réseau essentiellement orthogonal. Ces fractures sont souvent comblées par des sédiments datant du Quaternaire et apparaissent donc dans le paysage grâce à la végétation qui s'y installe préférentiellement. Le paysage est aussi marqué par la présence de quelques dolines.

### Climat
Öland est la province la moins humide du pays, avec environ 500 mm de précipitations annuels, étant située dans l'ombre pluviométrique des hautes terres du Sud suédois. Cependant, ceci n'empêche pas quelques épisodes de pluie violents, en particulier lorsque les basses pressions sont en provenance du Sud-Est, avec des records de pluie atteignant plus de 100 mm en une journée. De même, en hiver, l'île peut subir des violentes tempêtes de neige que les habitants appellent Fåk.
| Mois                              | jan. | fév. | mars | avril | mai  | juin | jui. | août | sep. | oct. | nov. | déc. | année |
| --------------------------------- | ---- | ---- | ---- | ----- | ---- | ---- | ---- | ---- | ---- | ---- | ---- | ---- | ----- |
| Température minimale moyenne (°C) | −2,7 | −3,2 | −1,2 | 1,8   | 6,2  | 10,6 | 13,2 | 12,9 | 10   | 6,5  | 2,4  | −1,1 | 4,6   |
| Température moyenne (°C)          | −0,8 | −1   | 1,6  | 5,6   | 10,8 | 15   | 17,2 | 16,8 | 13,2 | 9,1  | 4,3  | 0,9  | 7,7   |
| Température maximale moyenne (°C) | 1,1  | 1,2  | 4,4  | 9,5   | 15,4 | 19,5 | 21,3 | 20,7 | 16,5 | 11,7 | 6,2  | 2,9  | 10,9  |
| Précipitations (mm)               | 38   | 30   | 30   | 29    | 37   | 39   | 60   | 52   | 53   | 43   | 49   | 43   | 503   |

### Hydrographie
Le relief d'Öland est dominée par Västra landborgen, à l'ouest de l'île, qui est donc la principale ligne de partage des eaux. Du fait de cette asymétrie, les principaux cours d'eau s'écoulent vers l'Est, mais l'île étant étroite, aucun n'atteint une taille particulièrement importante. En outre, du fait du terrain calcaire, une partie des eaux est en profondeur, et il n'est pas rare pour un ruisseau de disparaître de la surface pour réapparaître plus loin. Souvent, les cours d'eau de surface s'assèchent en été. L'île est aussi la province la plus pauvre en lac de Suède, avec selon les définitions officielles seulement 17 des 95 700 lacs répertoriés dans le pays.

## Histoire

### Préhistoire

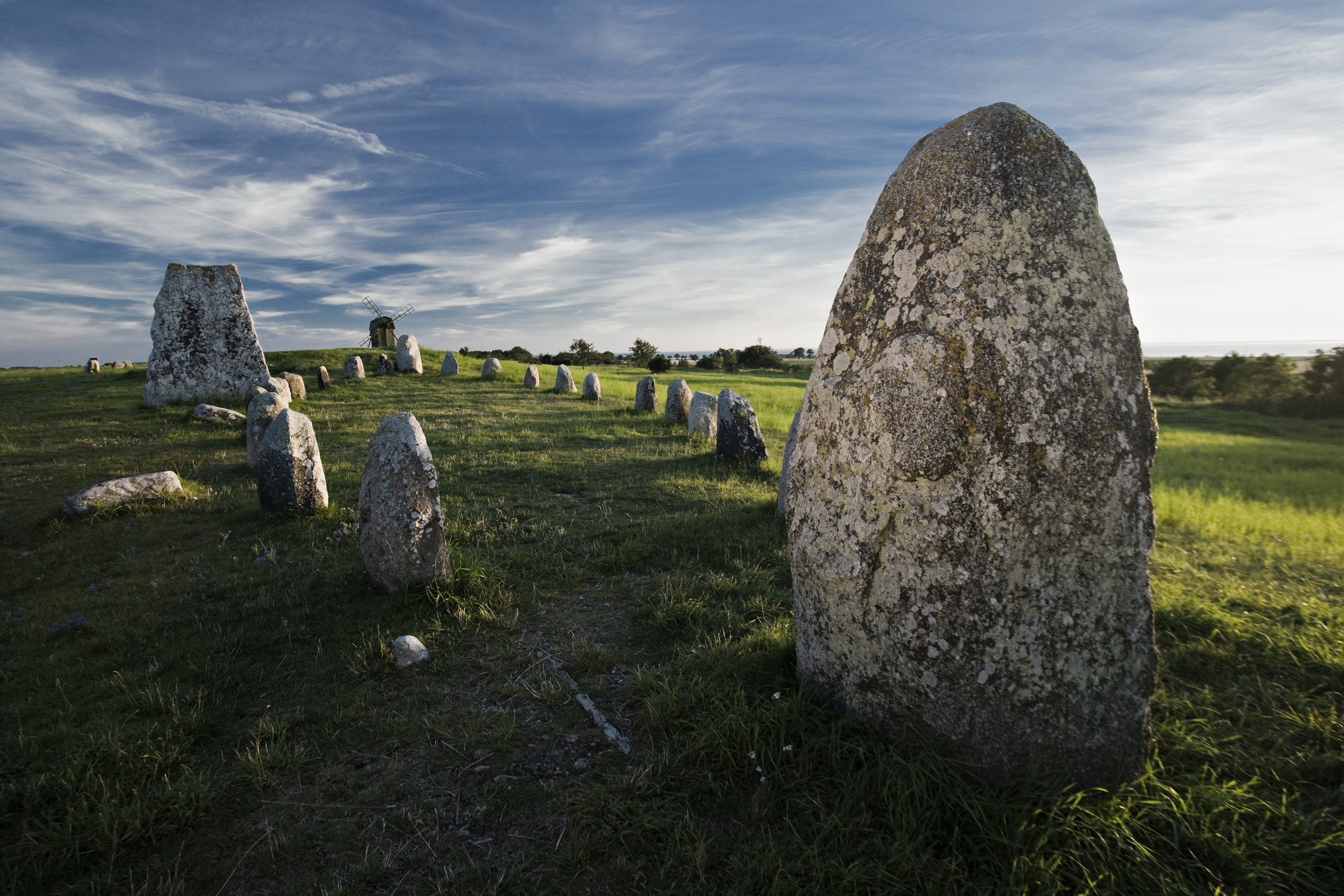
Le bateau de pierre dans le champ funéraire de Gettlinge, datant de l'âge du fer, avec un moulin à l'arrière-plan.

Öland est très riche en vestiges préhistoriques. Les premiers humains y arrivent il y a environ 8 000 ans, alors que toute la partie nord de l'actuelle île est encore sous les eaux. Il s'agit de chasseurs-cueilleurs et ils pratiquent aussi la pêche. Les archéologues ont trouvé à Alby les traces d'un village côtier du Mésolithique (plus précisément d'environ 6 000 à 4 000 av. J.-C.) qui servait probablement de base pour la chasse saisonnière aux phoques et oiseaux de mer. Les fouilles ont révélé des traces de huttes circulaires dont certaines avaient probablement des fonctions bien précises telles qu'une cuisine ou un atelier. Durant la période d'occupation du village, l'agriculture se répand, avec les premières cultures ainsi que l'élevage. L'occupation devient alors permanente, ce qui est confirmé par la présence de grandes tombes, dont en particulier les tombes à couloir de Resmo près du sommet de Västra Landborgen), qui sont les tombes à couloir les plus orientales d'Europe,.  En outre, bien qu'on ne trouve aucun vestige de l'activité humaine de cette période sur Stora Alvaret, la palynologie indique le développement de l'herbe à cette période, suggérant le début de la pâture sur le plateau.
La structure des villages de l'âge du bronze d'Öland est moins bien connue, la période étant surtout représentée dans l'archéologie par des grandes sépultures. L'invention de l'araire permet aux agriculteurs de cultiver des plus grandes surfaces et de dégager des surplus. Les grands troupeaux de bovins et ovins sont amenés sur l'alvar pour paître, les températures relativement élevées permettant aux animaux de rester à l'extérieur toute l'année. Plusieurs grands cairns funéraires au milieu de l'alvar, le long d'une crête orientée nord-sud, confirme l'importance accrue de l'élevage dans cette région.
Le climat se dégrade au début de l'âge du fer, ce qui force les éleveurs à garder leurs animaux à l'intérieur durant l'hiver, leur troupeau étant donc plus limité. Cependant, alors que le bronze de l'âge précédent devait être importé, le fer était produit localement, produit à partir de la limonite des marais. Ainsi, l'âge du fer romain (entre 0 et 400 apr. J.-C.) est considéré comme un âge d'or de l'île, ce qui est particulièrement visible dans la richesse et diversité des tombes.  Les sépultures sont parfois marquées par des structures en pierres, tantôt rondes, tantôt carrées, ou encore des bateaux de pierre, parfois dans des cistes, etc... Les corps ou les cendres sont enterrés avec certaines possessions, typiquement des armes pour les hommes et des bijoux pour les femmes. Les richesses des habitants est aussi particulièrement visible grâce aux sites de sacrifices, dont en particulier dans le marais de Skedemosse, en dehors du site du patrimoine mondial, où objets et animaux en tout genre étaient offerts aux Dieux. L'âge de fer marque aussi le développement des villages, visibles grâce à de nombreuses fondations de bâtiments, souvent au cœur des terrains agricoles. Cette époque marque aussi l'apparition d'enclos permettant de séparer l'« infield » (terrains cultivés et prés) et l'« outfield » (typiquement des prairies). La pression démographique accrue entraîne une colonisation partielle de l'alvar, avec par exemple un village comptant une cinquantaine de fondations datant de l'an 0 à 600. Cependant, ces habitations étaient de petites tailles, et ont été abandonnées assez rapidement.

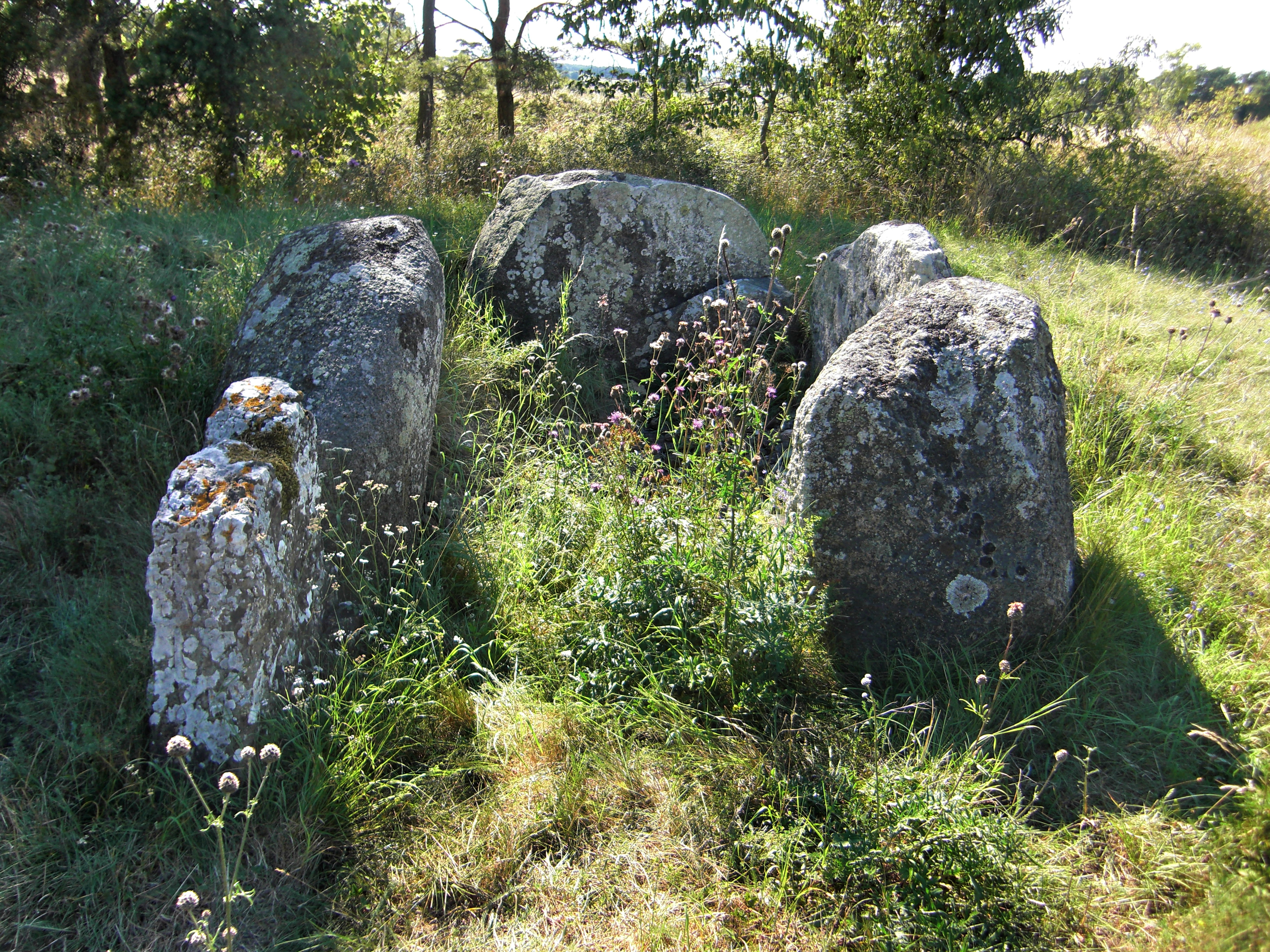
Tombe à chambre près de Resmo (Resmo 32:1)
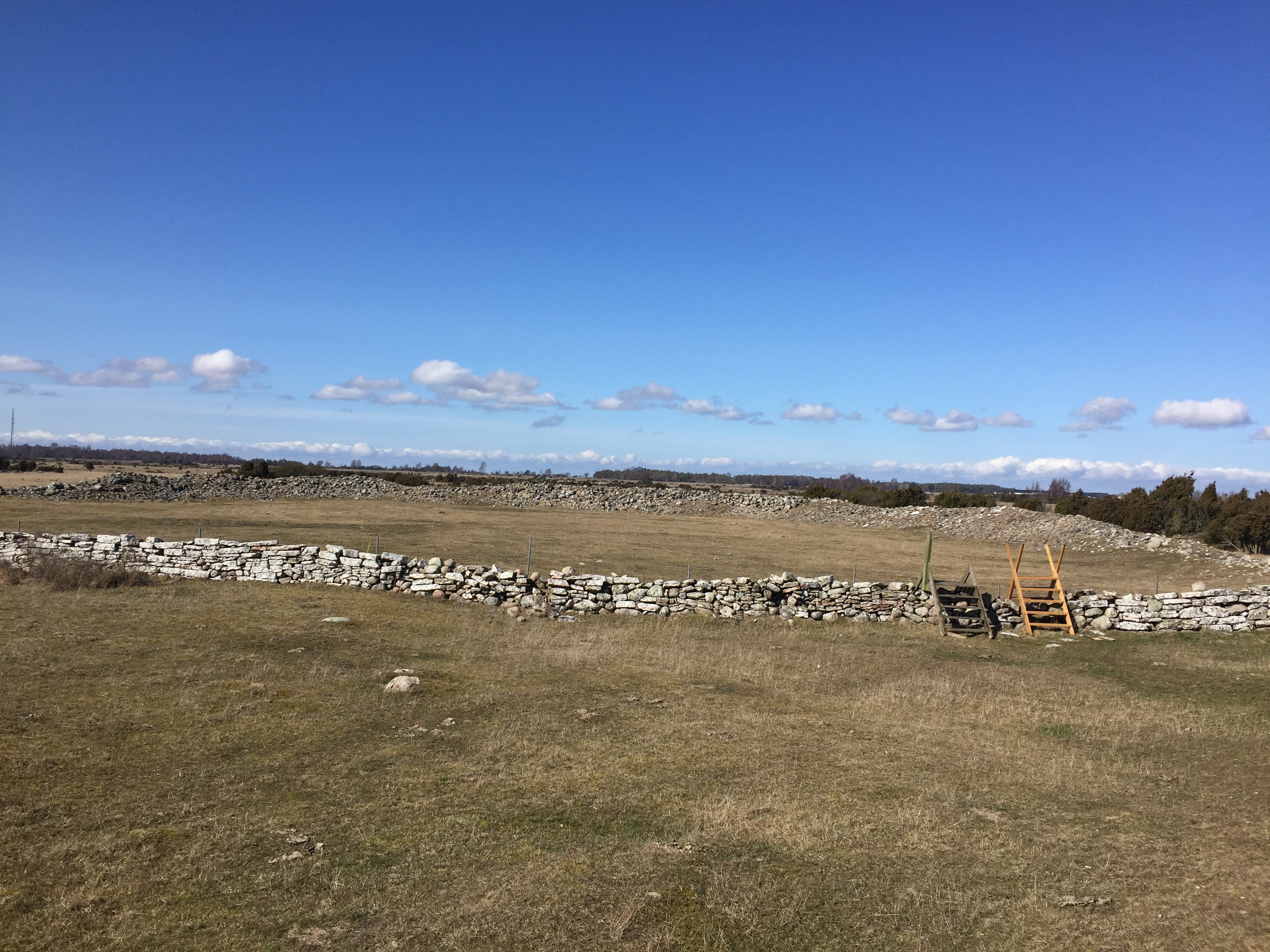
Ruines de la forteresse de Sandby borg datant de l'âge des grandes migrations.
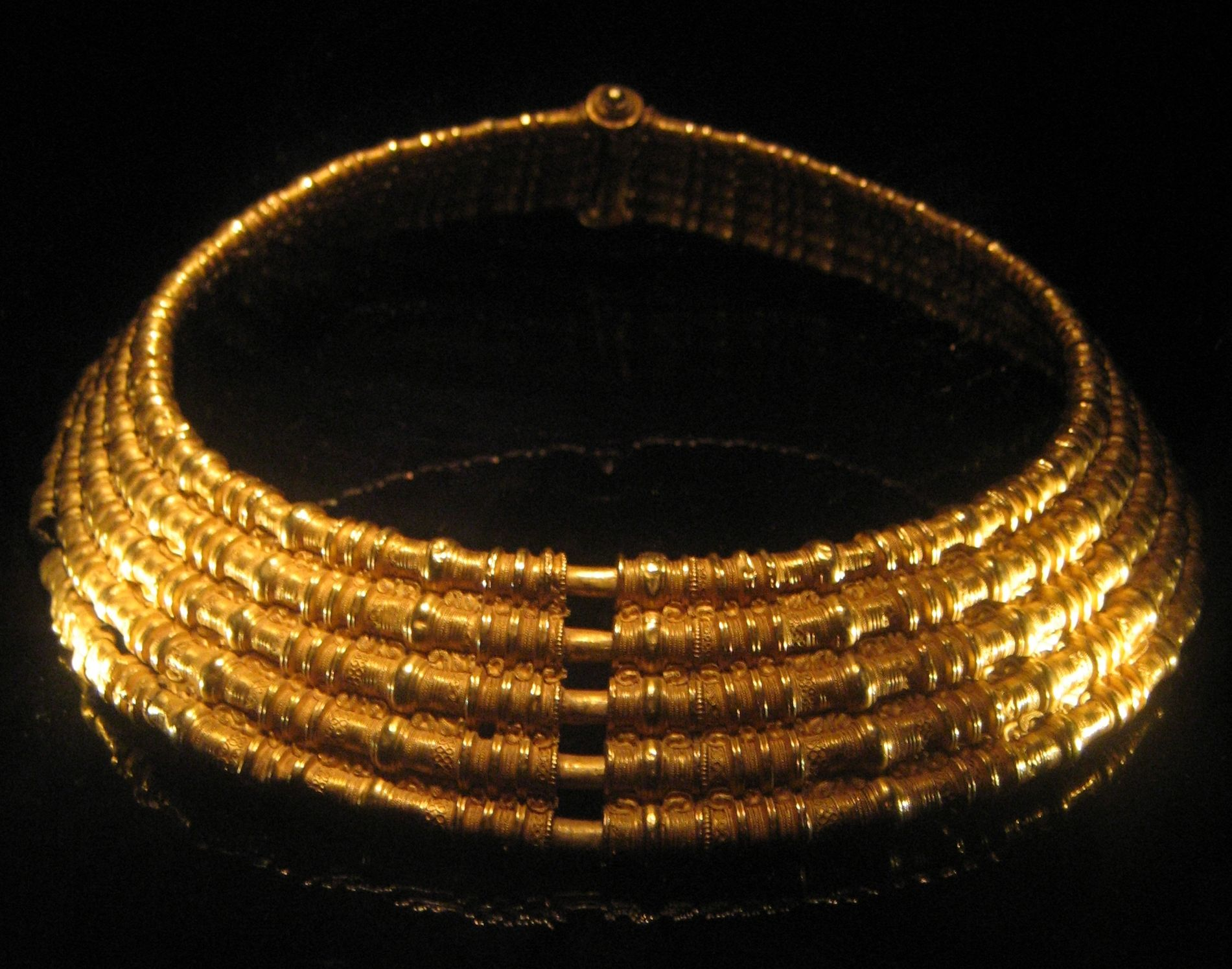
Collier en or trouvé à Torslunda près de Färjestaden, daté de l'âge des grandes migrations.

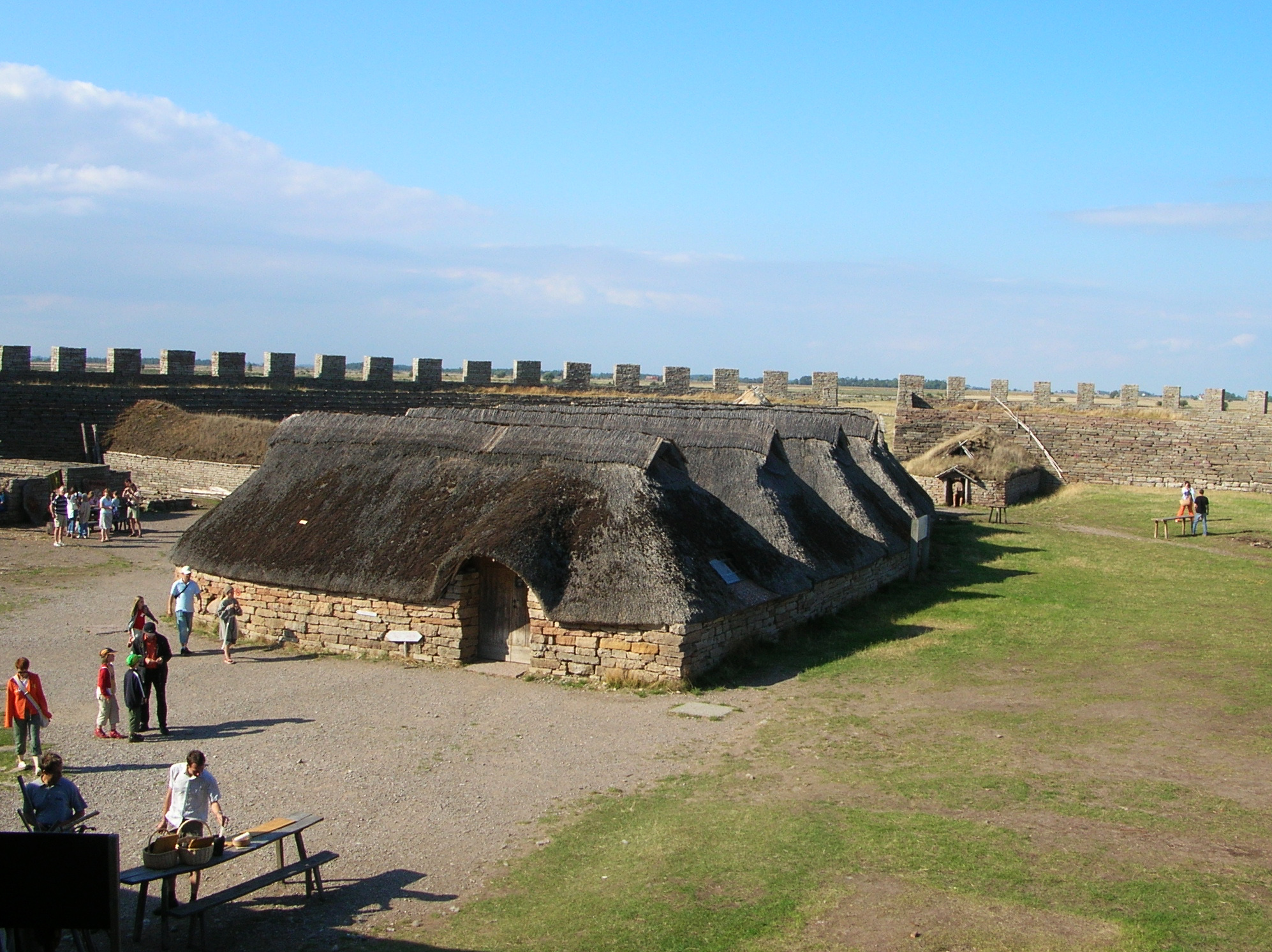
Maisons traditionnelles reconstituées au sein de la forteresse d'Eketorp.

Durant la période des grandes migrations (an 400 à 550), le climat d'instabilité, conjugué à la position vulnérable de l'île, mène à la construction de nombreuses forteresses préhistoriques (borg), dont en particulier 5 au sein même du site sur la quinzaine que compte l'île: Sandby,  Bårby, Triberga, Träby et Eketorp,. Il s'agit plutôt de villages fortifiés que de véritables forteresses, et prennent souvent la forme de forts circulaires. L'âge de Vendel voit un déclin marqué des vestiges archéologiques, mais la situation s'améliore à nouveau avec l'âge des Vikings. Le commerce et les pillages créent d'importantes richesses pour la population, avec probablement Köpingsvik (en dehors du site du patrimoine mondial) comme plaque tournante à Öland. Kyrkhamn, à la pointe sud de l'île, est alors l'un des ports de pêche au harengs les plus importants du pays. La société scandinave était alors très organisée, avec des assemblées locales (Thing), dont en particulier une aux pierres de Tingstad vers où convergent des chemins de toute la région. Wulfstan de Hedeby raconte qu'Öland fait partie du territoire des Suiones. Parmi les autres vestiges notables de l'âge Viking et du début du Moyen Âge, le Sud d'Öland compte une vingtaine de pierres runiques dont en particulier la pierre runique de Karlevi qui a la particularité de contenir un poème scaldique.

### Du Moyen Âge auXVIIIesiècle

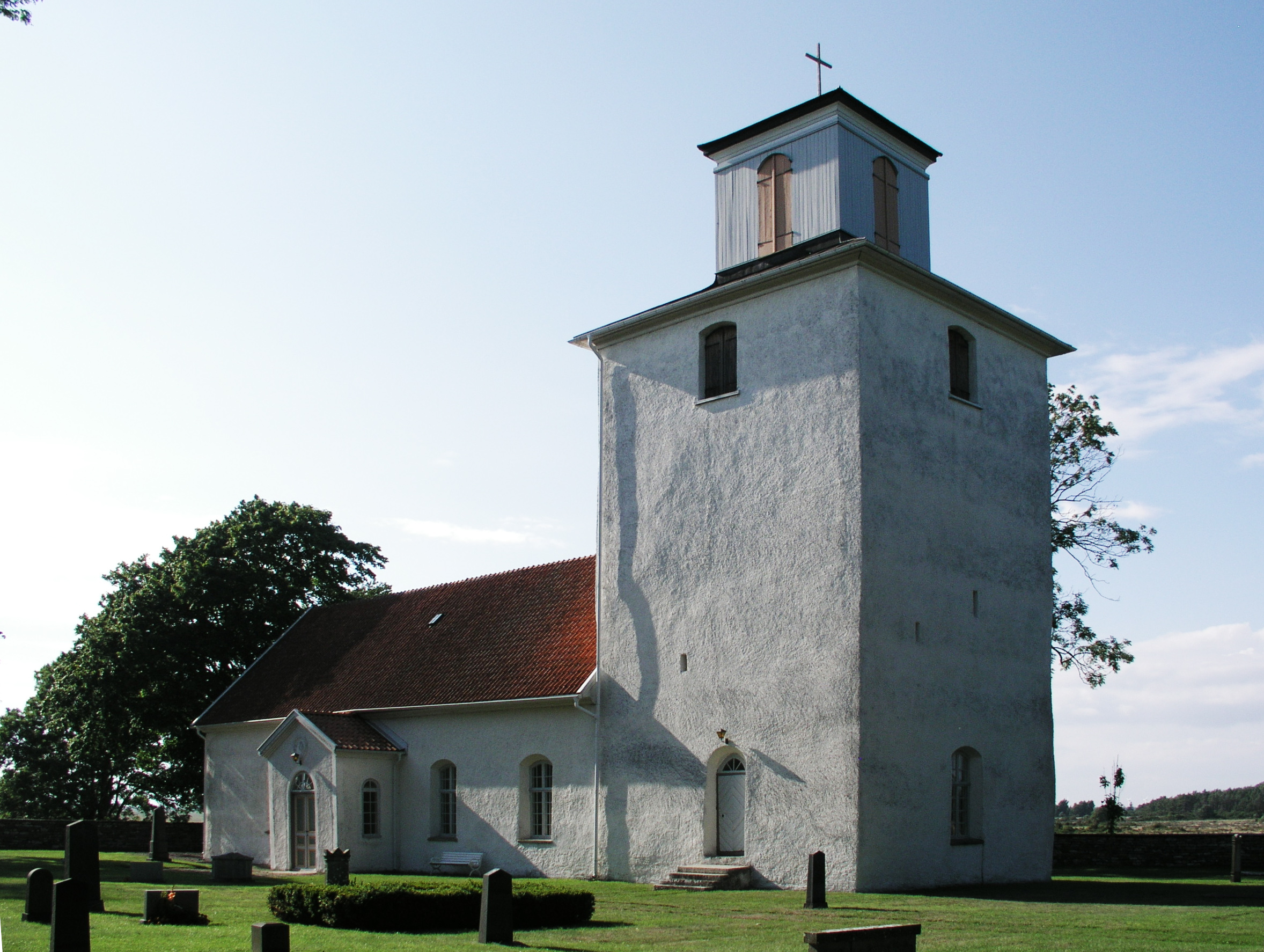
L'église d'Ås, avec sa tour fortifiée datant du début du Moyen-Âge (XII).

Le Moyen Âge voit une importante transformation du paysage agricole : au XIVe siècle, une loi est décrétée qui va réguler l'organisation agricole. Les villages qui étaient initialement au milieu des terres agricoles sont déplacés vers Västra et Östra Landborgen et prennent une forme linéaire le long de la route. En outre, chaque champ est divisé en lanières, avec une lanière par ferme. L'infield était surtout constitué de prés, et était enclos par des murs en pierre pour protéger le pré et les animaux domestiques des animaux sauvages. Les prairies côtières et l'alvar sont utilisées comme outfield pour la pâture.
Une partie de l'importance de l'île à cette époque est due à la grande route commerciale navale dans le détroit de Kalmar. L'île exporte alors sa production agricole (céréales, chevaux, bœufs et poisson) ainsi que les pierres de ses carrières (grès, calcaire et schistes), principalement à destination de l'actuelle Allemagne. Cette prospérité renforce aussi le besoin de protection, avec en particulier de nombreux pirates ; la forteresse protohistorique d'Eketorp est utilisée à nouveau et abrite des activités commerciales, et même les églises sont fortifiées au XIIe et XIIIe siècles. Si beaucoup de ces églises fortifiées ont été démolies et remplacées au XIXe siècle, la tour principale a été en général conservée et coiffée d'une lanterne. Le commerce d'Öland entre rapidement en concurrence avec celui mené par la noblesse de Kalmar, et peu à peu, cette dernière s'impose aux dépens de Köpingsvik,.
Étant située à proximité de la frontière danoise (qui à cette époque contrôle jusqu'au Blekinge), Öland est à plusieurs reprises au cœur de conflits entre les deux nations. Ainsi, en 1361 l'île est capturée par Valdemar IV de Danemark puis cédée en 1362 à la ligue hanséatique jusqu'en 1366. De même, lors des conflits durant l'union de Kalmar, l'île alterne à plusieurs reprises entre le contrôle danois et celui des rois suédois.

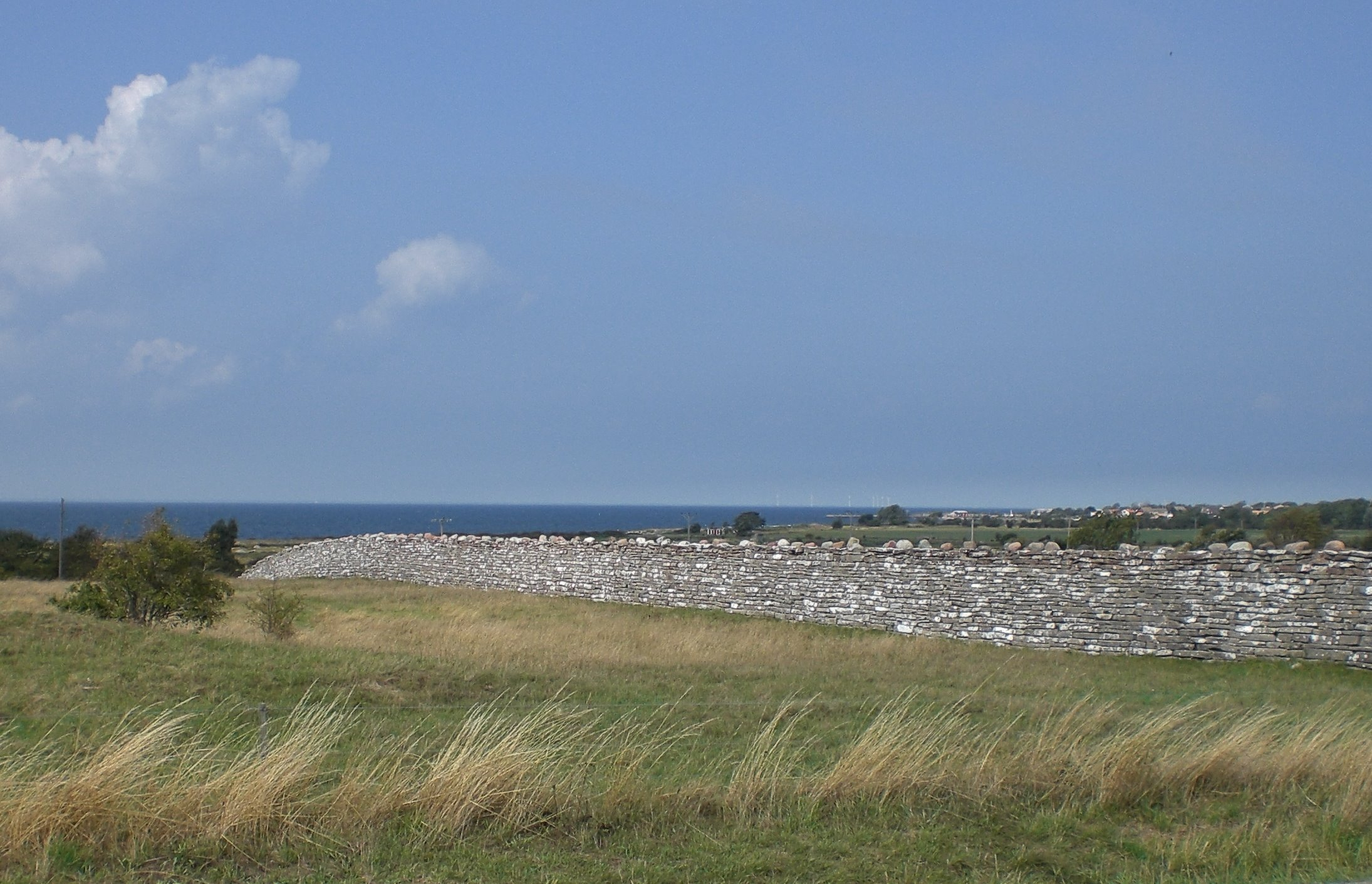
Le mur de Charles X Gustave. Le détroit de Kalmar est à l'arrière-plan.

Contrairement à beaucoup de pays européens, les agriculteurs d'Öland était souvent propriétaires de leur propre terrain, et au total, à la fin du Moyen-Âge la moitié des fermes de l'île leur appartenait directement.  Cependant, dans le sud de l'île, en particulier dans la paroisse d'Ås, on trouve aussi de nombreuses fermes monastiques, et le Sud-Ouest, près du détroit est dominé par la noblesse. Après la réforme protestante, Gustave Ier Vasa confisque le territoire de l'abbaye de Nydala ce qui inclut entre autres Ottenby à l'extrème sud de l'île où il fait construire un manoir royal. En 1569, le roi Jean III de Suède s'octroie l'exclusivité des droits de chasse sur l'île, souhaitant utiliser Öland comme domaine de chasse royal. Au XVIIe siècle, la couronne étend ces restrictions : il est maintenant interdit d'abattre les arbres, ce qui pourrait autrement nuire au gibier, et les agriculteurs ne peuvent effectivement plus se défendre contre les sangliers qui nuisent à leurs champs. Ces restrictions ne seront finalement abolies qu'en 1801. Dans les années 1650, le roi Charles X Gustave fait construire un mur de 4,5 km de long à la frontière du domaine royal, coupant ainsi entièrement le sud de l'île. Ce mûr existe encore de nos jours. C'est justement près des côtes de la pointe sud d'Öland que se déroule l'une des grandes batailles de la guerre de Scanie : la bataille d'Öland (1676). De nombreuses fermes de l'île sont pillées l'été suivant, et le roi doit ordonner une enquète pour établir l'ampleur des dommages.  Les conflits continuent au début du XVIIIe siècle, conjugués à plusieurs épidémies dont la rougeole et la peste, conduisant à une importante diminution de la population. De nombreuses fermes se retrouvent ainsi abandonnées.

### Les grandes réformes agricoles
À partir du milieu du XVIIIe siècle, la Suède engage une série de réformes de remembrement afin de moderniser son agriculture. Le principe était de créer une nouvelle répartition des terres entre les différents propriétaires d'un village afin de les regrouper en un petit nombre de terres plus vastes. Entre les années 1770 et 1790, de nombreux villages du sud d'Öland applique la première réforme, dite de Storskiftet (le grand remembrement). Avec la fin du domaine de chasse royal en 1801, les territoires situés en dehors des fermes sont divisés par un comité officiel entre les différents villages. En général, ces terrains sont utilisés conjointement par tous les membres du village pour la pâture. C'est la première fois que des frontières officielles divisent ces terrains, et ces frontières sont marquées par de nombreux murets de pierre, qui font aujourd'hui encore partie du paysage de l'île.
Devant les insuffisances du Storskiftet, la Suède met en place consécutivement deux nouvelles réformes : Enskiftet puis Laga skiftet. Elles sont appliquées sur l'île entre 1810 et 1850. Alors que dans la plupart du pays, ces réformes conduisent à une explosion des villages, les fermes étant relocalisées au plus près de leurs terres, les difficultés géographiques d'Öland, en particulier l'accès à l'eau, forcent les villages à conserver leur structure. En revanche, la réforme est une réussite dans le sens où la quantité de terres cultivées atteint plus du triple de la surface initiale. Ceci entraîne à son tour une importante croissance démographique entre 1820 et 1880, et de nombreuses personnes, en particulier des hommes, décident de quitter l'île vers le continent ou encore le Danemark et l'Allemagne. La crise agricole des années 1880 empire la situation et engendre une émigration massive vers les États-Unis, la population de l'île chutant de 38 000 personnes en 1880 à 27 000 en 1930.
Le début du XXe siècle voit l'arrivée de nouveaux produits agricoles comme les produits laitiers, mais aussi l'horticulture, la betterave sucrière et les oléagineux. La fermeture des frontières durant la Première Guerre mondiale où le pays était neutre améliore sensiblement les conditions de l'agriculture suédoise, mais la grande Dépression des années 1930 conduit à de nouvelles difficultés. Après la Seconde Guerre mondiale, comme dans le reste de l'Europe, la modernisation de l'agriculture réduit significativement la population agricole. La construction du pont d'Öland entre l'île et le continent en 1972 a infléchi la baisse de population de l'île, mais c'est surtout grâce à une augmentation de la population urbaine, la population de la campagne étant toujours à la baisse.

## Paysage culturel

### Les villages

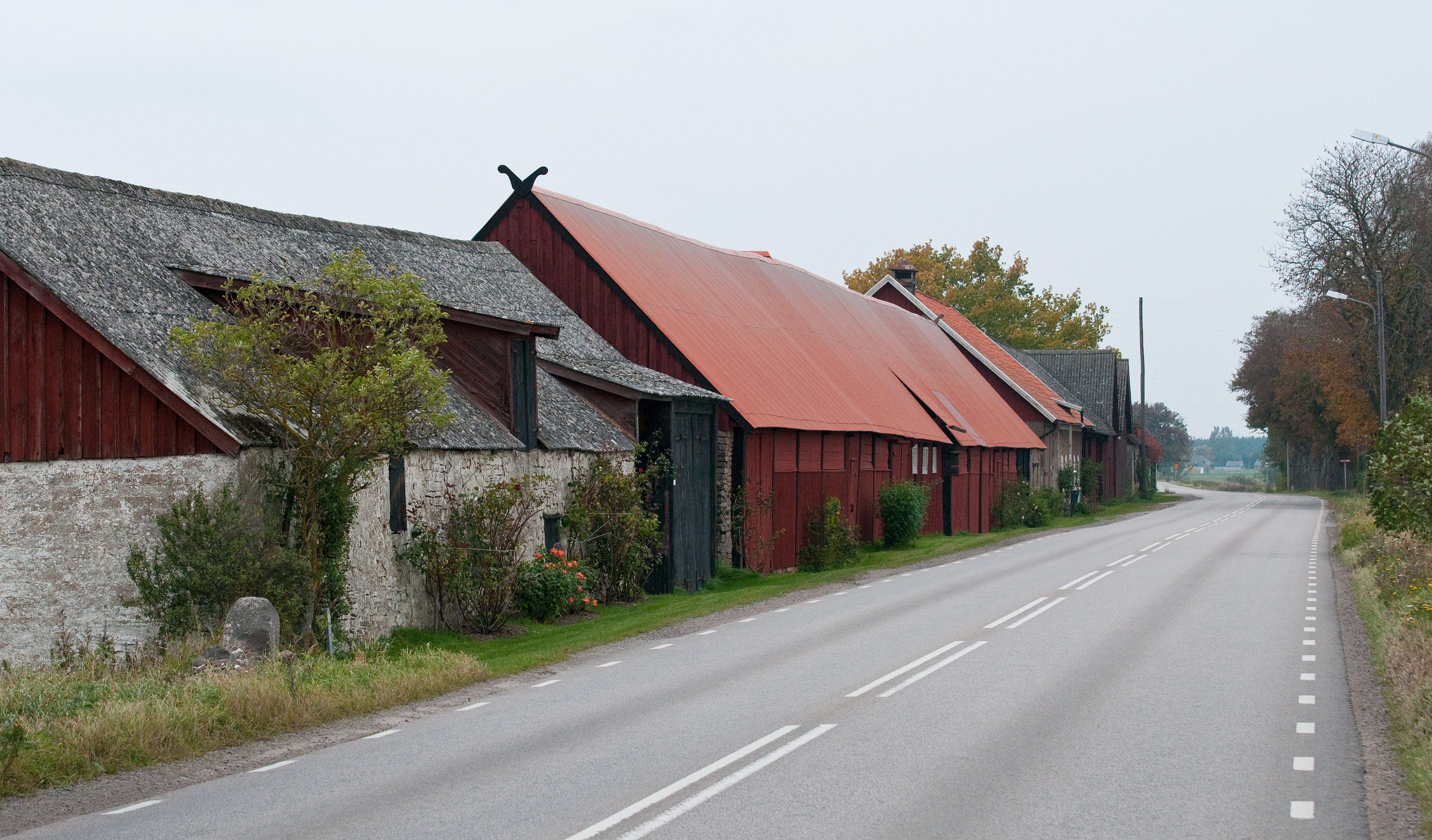
Le village linéaire de Lilla Frö

Le paysage d'Öland a conservé les marques de l'évolution des villages depuis la sédentarisation jusqu'à nos jours. Cependant, la structure actuelle des villages remonte principalement à l'époque médiévale. En effet, au XIVe siècle, les lois de l'Est suédois (Östgötalagen et Magnus Erikssons landslag) imposent une certaine régularité dans l'organisation des villages et des terrains agricoles liés,. Ceci conduit sur l'île à la formation de villages linéaires (Radby) sur l'« emplacement légal » (laga läge), au milieu duquel passe une unique rue. Les champs et prairies du village étaient eux-mêmes divisés en lanières (segskifte : le partage en lanière, aussi appelé solskifte : le partage du soleil) , avec une lanière par ferme, et l'ordre et la taille des lanières reflétait l'ordre et la taille des fermes le long de la rue. Plusieurs de ces villages sont concentrés le long de la route au niveau de Västra et Östra Landborgen. Si ce type de village était initialement prévalent dans tout l'Est suédois, ceux d'Öland ont survécu aux remembrements du XVIIe et XVIIIe siècles du fait des contraintes naturelles, en particulier le meilleur accès à l'eau au niveau des Landborg. Les villages de Lilla Frö, Södra Sandby, Slagerstad, Södra Kvinneby, Triberga, Hulterstad et Gösslunda sont ceux qui ont le plus conservé leur structure.
Les fermes sont construites selon une organisation caractéristique dite gothique (götiska gård, en référence aux Goths de Scandinavie dont le nom se retrouve encore dans la région Götaland). La principale caractéristique de ce type de fermes est que le bâtiment d'habitation de la ferme est séparée des différents bâtiments agricoles par une clôture ou un mur. Dans certains villages, le bâtiment d'habitation donne directement sur la rue, tandis que dans d'autres, les bâtiments agricoles donnent sur la rue presque joints les uns aux autres, dissimulant le bâtiment d'habitation situé dans la cour. Les bâtiments d'habitation sont souvent construits en bois, selon la technique de pièce-sur-pièce à coulisse. Le manque de bois sur l'île a parfois forcé l'importation depuis le continent. Plusieurs bâtiments agricoles sont construits selon la même méthode, mais certains sont construits en pierre, utilisant le calcaire local. Le toit des maisons étaient initialement construits en pierre ou en tourbe, et si la plupart ont été remplacés par des matériaux plus modernes (tuiles ou tôle), quelques rares bâtiments ont conservé leurs toits en pierre. Les habitations des personnes qui ne possédaient pas de terre (tels que les artisans) étaient situés à part dans le village, dans une partie appelée malm ; ces bâtiments servent aujourd'hui souvent de résidence estivale.

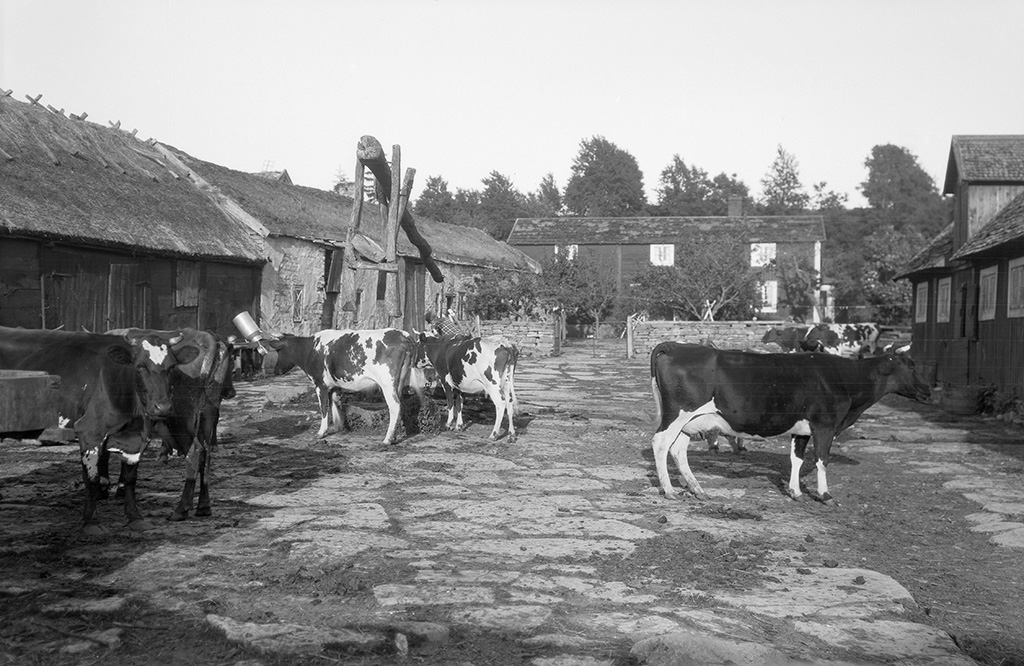
Une ferme gothique à Eriksöre en 1929, on distingue nettement le muret séparant la cour de la maison à l'arrière-plan.
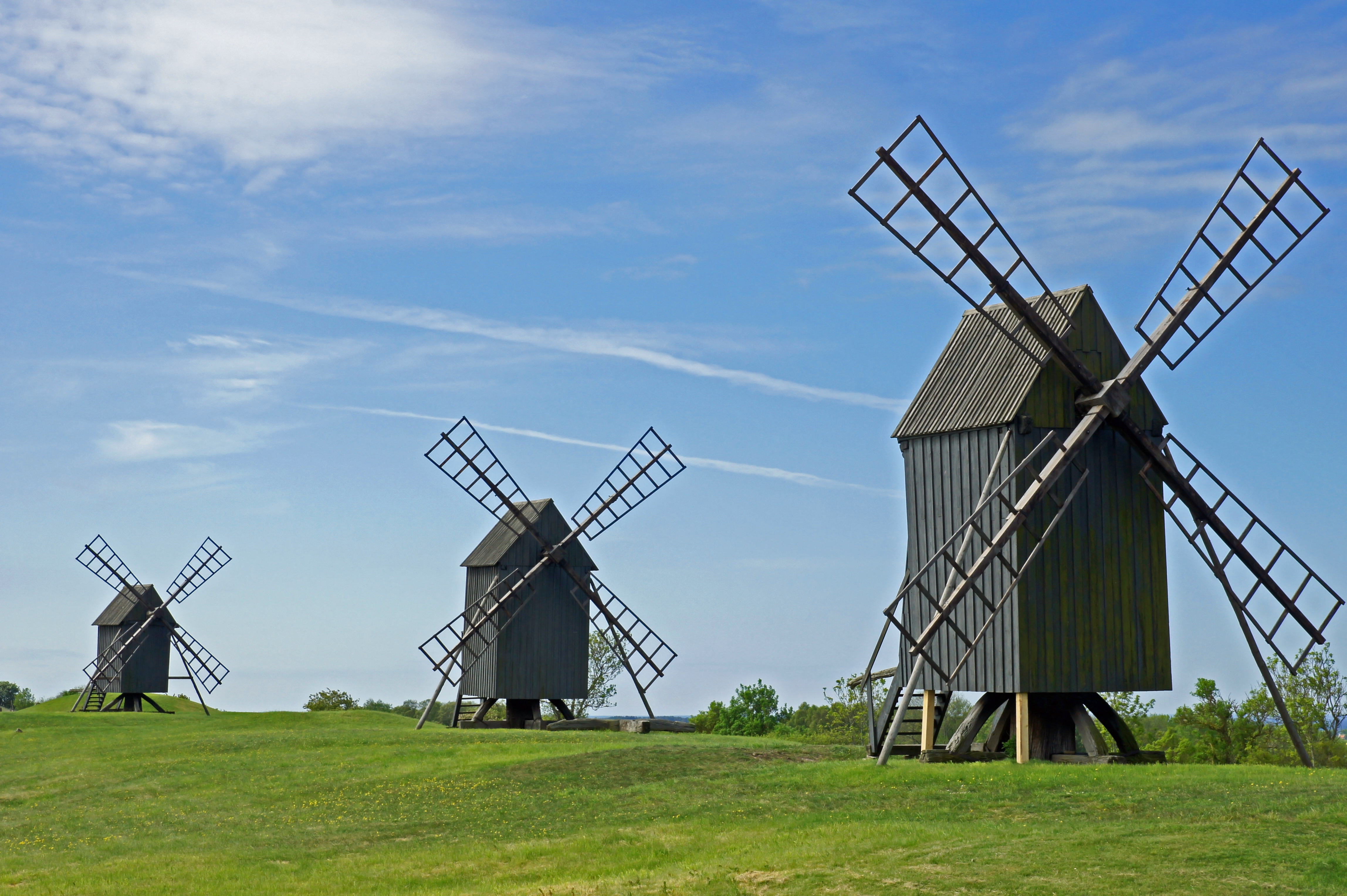
Moulins à vent à Mysinge.
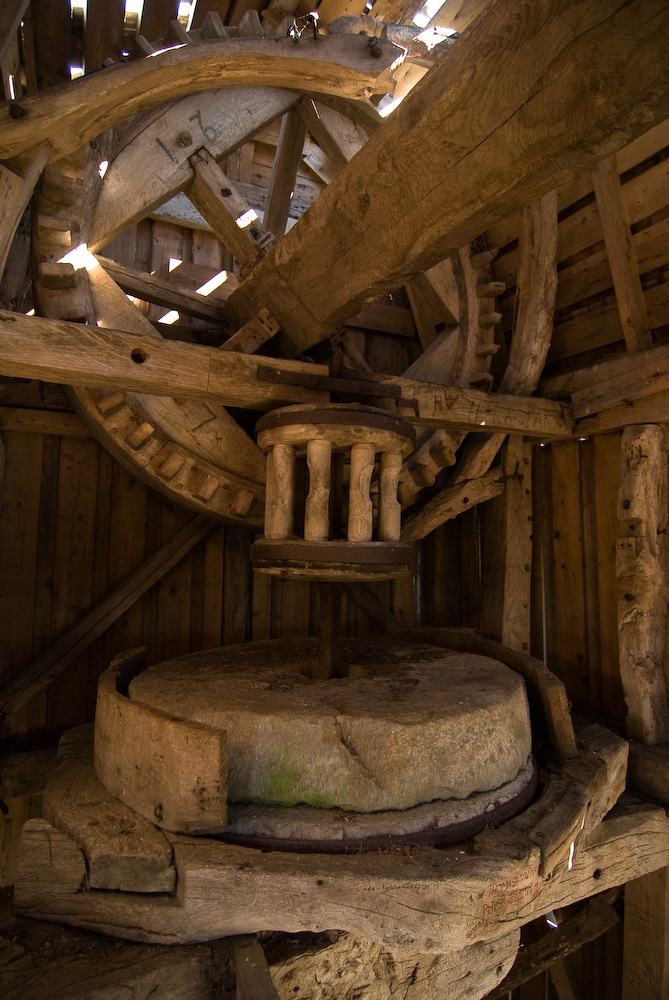
Mécanisme à l'intérieur d'un des moulins de l'île.

Un certain nombre de bâtiments était situé en dehors du village-même. Un des éléments les plus distinctifs du paysage agricole de l'île d'Öland est le grand nombre de moulins à vent.  La plupart sont des moulins sur pivot, c'est-à-dire que tout le corps du moulin peut tourner pour s'adapter à la direction du vent, mais il existe aussi plusieurs moulins-tours. La plus ancienne mention des moulins à Öland date de 1546, et ils étaient initialement principalement concentrés sur Västra Landborgen. Au milieu du XVIIe siècle, avec l'augmentation de la surface agricole et la relative prospérité des agriculteurs, leur nombre s'accrut de façon marquante, si bien qu'en 1820, l'île en compte plus de 1730. Leur nombre culmina à plus de 2 000, principalement le long de Västra et Östra Landborgen. À partir du XIXe siècle, Västra Landborgen est aussi occupé par des caveaux à pomme-de-terre, construits en calcaires. Enfin, la plupart des insulaires combinaient l'agriculture à la pêche, et donc presque toutes les fermes disposaient d'un bâtiment de pêche sur le littoral (Sjöbod) permettant de stocker le materiel de pêche et même de passer la nuit. Ces bâtiments en bois ou en pierre étaient en général regroupés avec ceux des autres habitants du village.

### L'infield et les prairies côtières
Les terrains agricoles atteignent leur étendue maximale dès le Moyen Âge. Chaque étendue agricole était alors divisée en lanières, une pour chaque ferme du village. Chaque ferme possédait environ 6 ha durant le Moyen Âge, en majeure partie constituée de prés, l'élevage étant l'activité dominante et les terres cultivées ne représentant que de l'ordre de 10 à 20 %. Les remembrements ont changé la répartition des terrains entre les différents habitants sans changer la surface agricole totale. En revanche, en parallèle à ce remembrement, la proportion de surface cultivée augmente nettement aux dépens des prés.

### L'alvar

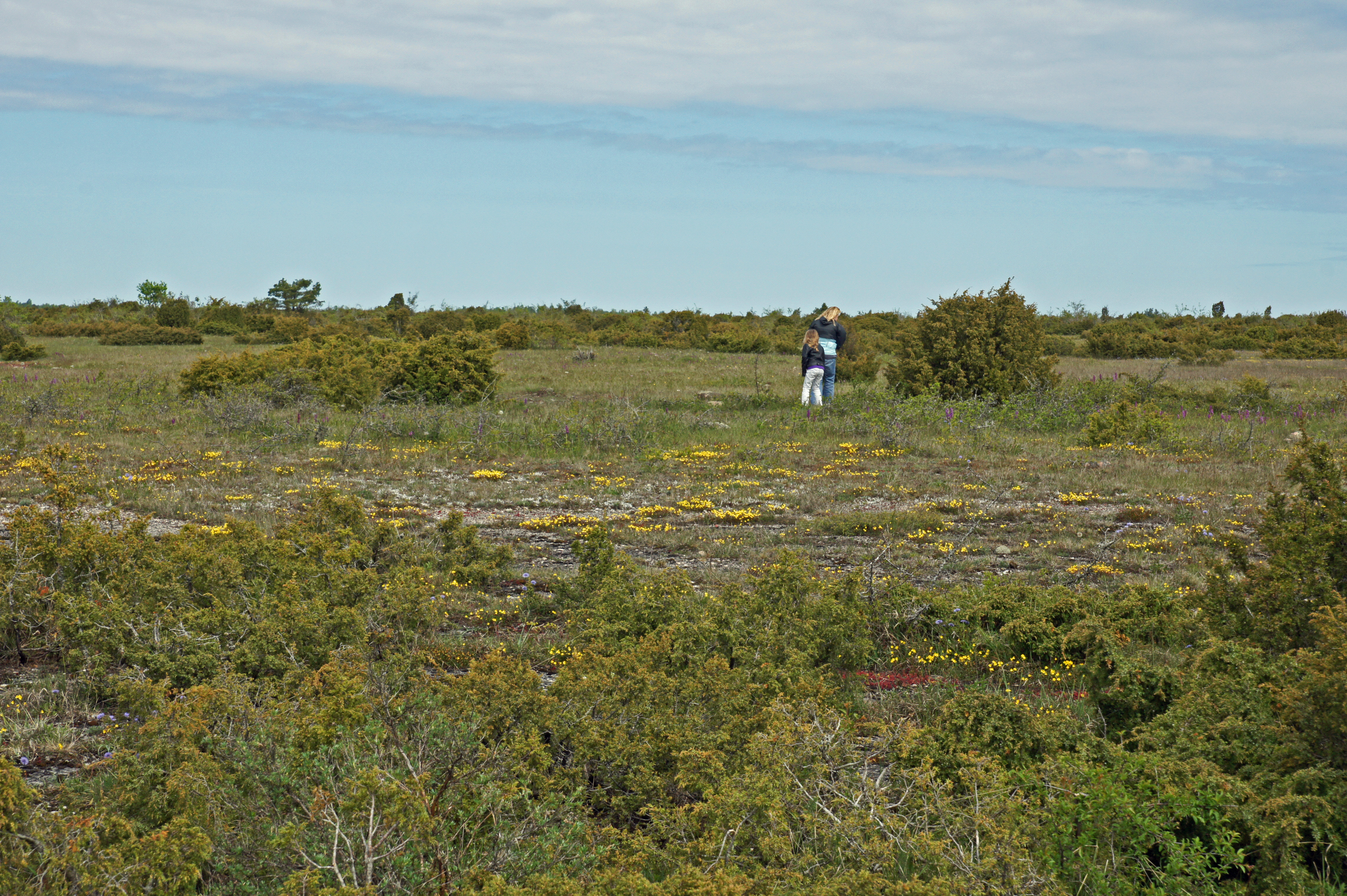
La végétation variée de Stora Alvaret.

L'alvar de Stora Alvaret constitue la majeure partie de l'outfield du sud d'Öland. Il s'agit d'un vaste (260 km2) plateau calcaire dont les caractéristiques et dimensions sont uniques au monde. Il existe d'autres alvars en Suède (surtout dans le reste de l'île et sur Gotland) et dans les pays voisins (par exemple Estonie), mais de dimensions nettement inférieures, et d'autres régions du monde ont des paysages similaires, par exemple le Burren en Irlande, la plaine de Salisbury (Angleterre), en Europe centrale ou même dans la région des Grands Lacs (Amérique du Nord), mais aucun avec le même climat et/ou la même activité continue de pâture pendant des millénaires.
L'alvar est un environnement très difficile, n'offrant que de maigres ressources. Plus de la moitié de la surface est presque dénudée, avec seulement une très mince épaisseur de sol. En outre, le calcaire retient mal l'eau, ce qui diminue la disponibilité de l'eau pour les plantes dans un climat déjà relativement sec. Malgré cela, l'alvar est utilisé pour l'agriculture depuis la fin du Néolithique. Parmi les vestiges préhistoriques les plus notables, on trouve des grands cairns funéraires situés sur une ligne orientée nord-sud au milieu du plateau. Un des plus connus et un des plus grands est Gösslunda rör, mesurant 20 m de diamètre et 2,5 m de haut, et dont les fouilles ont révélé 12 tombes à crémation. Plus discrets, les vestiges de l'âge du fer comptent des fondations et des petits champs funéraires. Après l'âge de fer, l'alvar perdit sa population permanente mais conserva son importance comme terrain de pâture. Les principaux bâtiments étaient alors des petites huttes, utilisées comme abris temporaires pour les bergers qui gardaient leur troupeau. Si l'alvar ne compte finalement que peu de vestiges de bâtiments, il compte un important réseau de routes et chemins anciens, d'une longueur totale estimée à 380 km.